# گودوویک
گودوویک (به صربی: Godovik) یک روستا در صربستان است که در Požega واقع شده‌است. گودوویک ۲۸۹ نفر جمعیت دارد.